# 焼肉なべしま

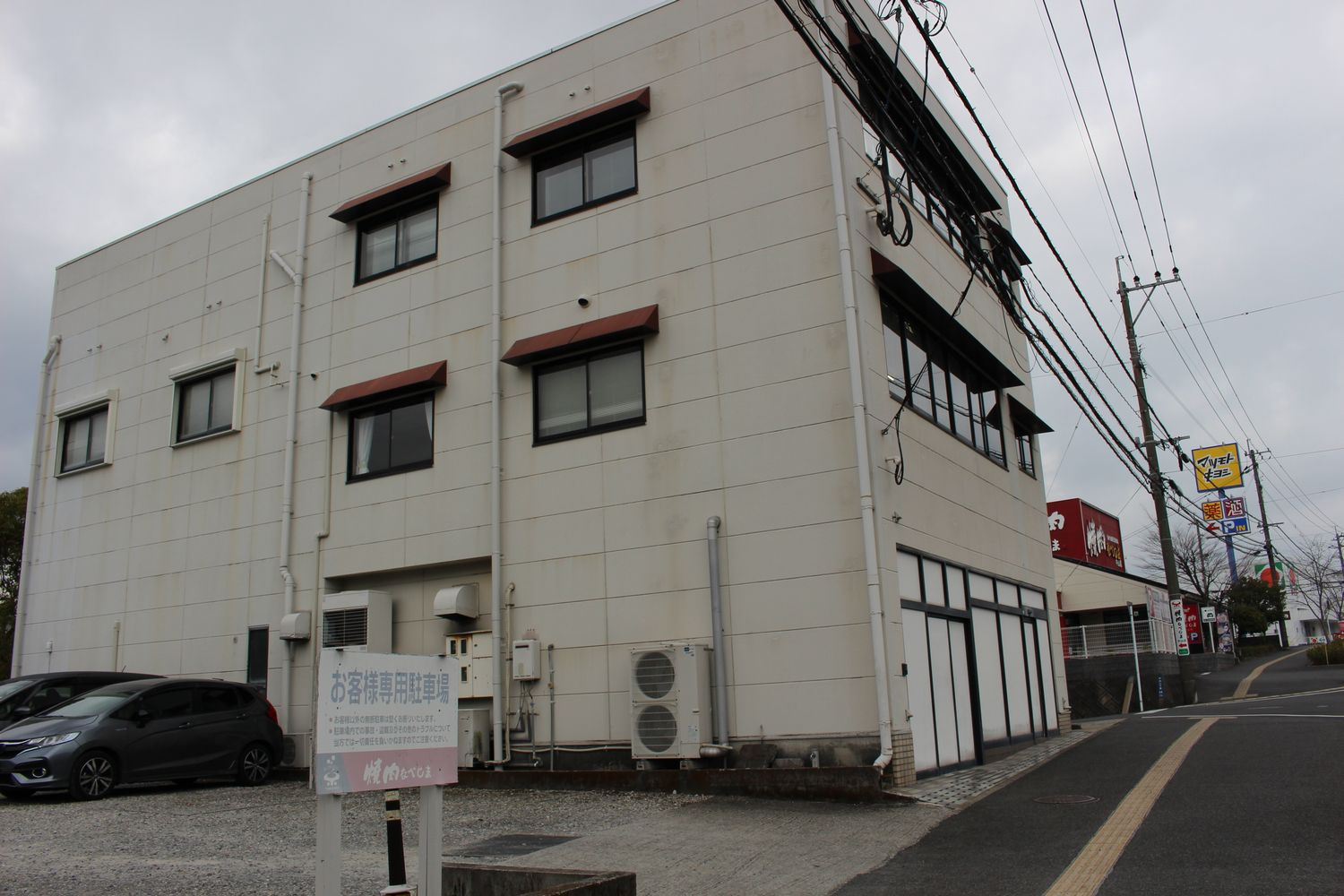
本社外観

焼肉なべしまはなべしまホールディングス株式会社が鹿児島県を中心とし九州地方および沖縄県に展開する焼肉店である。

## 沿革
- 1970年（昭和45年）3月 - 鹿児島市千日町[注釈 4]にて創業。
- 1976年（昭和51年）9月 - 鹿児島市与次郎に郊外型焼肉レストランとして、与次郎店をオープン。
- 1983年（昭和58年）1月 - 法人設立。
- 2011年（平成23年）4月 - 焼肉なべしま与次郎店オープン35年目を機に、とりいち与次郎店が以前展開していた場所に焼肉なべしま与次郎本店として新築オープンした[1]。

## 地区本部
- 鹿児島地区本部（株式会社鹿児島なべしま[2]）
鹿児島県鹿児島市中山2丁目23-1[注釈 5]
- 福岡地区本部（有限会社福岡なべしま[2]）
福岡県福岡市東区土井1丁目9-22
- 熊本地区本部（有限会社熊本なべしま[2]）
熊本県熊本市東区花立5丁目9-15
- 沖縄地区本部（株式会社沖縄なべしま[2]）
沖縄県うるま市前原91-1

## 出店店舗
焼肉レストランチェーン「焼肉なべしま」
- 出店場所【直営店：58店舗（鹿児島県：22店舗/福岡県：8店舗/熊本県：16店舗/佐賀県：2店舗/宮崎県：3店舗/大分県：4店舗/沖縄県：3店舗）】(★印記載の店舗はグループ店)
  - 鹿児島県
    - 鹿児島市（与次郎本店、NCサンプラザ店、宇宿店、伊敷店、中山店、吉野店、鹿児島インター店、鹿駅ベイサイド店、七ツ島シーサイドパーク店、天文館店★、中央駅西口店★）
    - 鹿屋市（鹿屋店）
    - 薩摩川内市（川内原田店）
    - 霧島市（隼人店、国分店）
    - 出水市（出水店）
    - 日置市（伊集院店）
    - 南さつま市（加世田店）
    - いちき串木野市（串木野店）
    - 指宿市（指宿店）
    - 姶良市（加治木店）

  - 宮崎県
    - 宮崎市（宮崎大島店、新別府店）
    - 都城市（都城店）

  - 熊本県
    - 熊本市東区（熊本インター店、健軍店）
    - 熊本市南区（十禅寺店、田井島店）
    - 熊本市北区（麻生田店）
    - 熊本市西区（田崎店、上熊本店）
    - 合志市（合志光の森店）
    - 菊池郡大津町（大津店）
    - 宇城市（松橋店）
    - 八代市（八代店）
    - 天草市（天草店）
    - 人吉市（人吉店）

  - 福岡県
    - 福岡市西区（姪浜店）
    - 福岡市早良区（次郎丸店）
    - 福岡市東区（土井店、イオンモール香椎浜店、ゆめタウン博多店）
    - 糟屋郡志免町（福岡空港店）
    - 柳川市（ゆめモール柳川店）
    - 大牟田市（イオンモール大牟田店）

  - 佐賀県
    - 佐賀市（佐賀兵庫店、佐賀開成店）

  - 大分県
    - 大分市（下郡店、わさだ店、大在店）
    - 別府市（別府店）

  - 沖縄県
    - うるま市（具志川店）
    - 中頭郡北中城村（イオンモール沖縄ライカム店）
    - 島尻郡与那原町（与那原店）

焼肉専門店「炙り番や」東町店★
- 熊本県熊本市東区[3]

焼肉専門店「匠番屋」★
- 熊本県熊本市中央区[4]

焼肉専門店「楠の家」大津店★
- 熊本県菊池郡大津町[5]

和牛ホルモン専門店「焼肉 薩摩ホルモン舗」★
- 鹿児島県鹿児島市[6]

## 過去の店舗
焼肉レストランチェーン「焼肉なべしま」
　鹿児島県
- 鹿児島市（谷山本町店）

　福岡県
- 福岡市城南区（長尾店）
- 福岡市東区（和白店）
- 古賀市（古賀店）
- 福津市（イオンモール福津店）

焼肉と黒豚のしゃぶ鍋「焼肉なべしま 薩摩酎房」★
- 鹿児島県鹿児島市[注釈 6]

焼き鳥ファミリー居酒屋★
下記の店舗を鹿児島県鹿児島市に出店していた。
- 「炭」とりいち/中山店 - 2016年（平成28年）12月30日閉店。
- 「炭」とりいち/鹿駅ベイサイド店 - 2013年（平成25年）8月31日閉店。
- 薩摩「炭」とりいち/与次郎店 - 2010年（平成22年）閉店、営業休止[注釈 7]。

焼肉専門店「炙り番や」★
- 鹿児島県鹿児島市（ドルフィンポート店）

鉄板焼専門店「鉄板焼 薩摩ホルモン舗」★
- 鹿児島県鹿児島市 - 2022年（令和4年）1月31日閉店[注釈 8]。

## 広報活動
鹿児島県の民放テレビ、ラジオ局を中心にCMが放送されており、焼肉の部位などを歌詞に盛り込んでいる。CMソングは長年にわたり藤本房子歌唱の物が使われている。
2016年（平成28年）11月22日、鹿児島出身のCMディレクター前田康二が『マツコの知らない世界』のCMソングの世界の回で、心に残るCMの一作としてCMを紹介し、全国で放送された。
『Jチャン+』では、毎週金曜日の番組後半に放送されるコーナー「元気なこどもたち」のスポンサーを長らく務めており、同コーナーの開始前と番組終盤の2回に分けてコマーシャルが放送されていた。2020年（令和2年）春頃からコーナーが休止したことに伴い2020年（令和2年）春以降は放送されていなかったが、2023年（令和5年）8月18日より、約3年ぶりにスポンサーに復帰した。
2016年（平成28年）冬には、川商ハウスが焼肉なべしまとコラボレーションしたCMを放送。
2021年（令和3年）3月30日より、鹿児島県のローソンにおいて期間限定で、焼肉なべしまが監修した商品「焼肉なべしま監修 ビビンバ丼もち麦入ご飯）」と「焼肉なべしま監修 焼おにぎり（牛焼肉）を販売。同年5月11日から第2弾として期間限定で、九州地区のローソンにおいて「焼肉なべしま監修 からあげクン焼肉たれ味」を、鹿児島県のローソンにおいて「焼肉なべしま監修 牛テールスープラーメン」を販売した。